# Die Stadtindianer
Die Stadtindianer ist eine deutsche Krimiserie des ZDF, die 1994 und 1996 in zwei Staffeln ausgestrahlt wurde. Dieter Bohlen komponierte den Soundtrack zur Serie.

## Handlung
In der ersten Staffel geht es um den Privatdetektiv Stan (Max Tidof), welcher hauptberuflich als Taxifahrer arbeitet. Bei seinen Fällen unterstützen ihn seine Freundin Marion (Barbara Rudnik) und der Kriminalpolizist Nobbi (Richy Müller), als Treffpunkt dient dabei immer wieder das Lokal von Ecki (Rolf Becker). Bei seiner Detektivarbeit muss sich Stan unter anderem mit Mord, Schutzgelderpressung, illegalen Hundekämpfen, ehemaligen Stasi-Agenten und Kunstfälschungen auseinandersetzen. Ein wiederkehrendes Motiv sind eifersüchtige Auseinandersetzungen zwischen Stan und Marion.
In der zweiten Staffel wandert Marion in die USA aus und Stan folgt ihr nach. Nobbi quittiert seine Arbeit als Polizist und übernimmt die Detektei, wobei ihm sein ehemaliger Berufskollege Kalle (Michael Trischan) immer wieder beisteht. Als weitere Unterstützung fungiert die Kellnerin Anna (Mila Mladek).

## Schauspieler und Rollen
Die folgende Tabelle zeigt die Hauptdarsteller. Daneben waren auch namhafte Gastdarsteller wie Hildegard Knef, Elisabeth Volkmann, Ingrid van Bergen, Leonard Lansink, Klaus J. Behrendt, Ralf Richter, André Hennicke, Martina Gedeck, Gudrun Ritter, Renate Blume, Fred Delmare, Günter Junghans, Jaecki Schwarz, Peter Bause, Jennifer Nitsch, Muriel Baumeister, Anouschka Renzi, Iris Berben, Gila von Weitershausen und Daniela Hoffmann dabei.
| Schauspieler     | Rolle                                  | Episoden |
| ---------------- | -------------------------------------- | -------- |
| Max Tidof        | Taxifahrer und Detektiv Stan Grombovic | 12       |
| Barbara Rudnik   | Marion                                 | 11       |
| Richy Müller     | Kommissar Nobbi Moll                   | 13       |
| Ursula Karusseit | Elfriede Gombrovicz                    | 12       |
| Rolf Becker      | Ecki                                   | 20       |
| Michael Trischan | Kalle                                  | 12       |
| Mila Mladek      | Anna Maybach                           | 12       |

## Episodenliste
| Folge | Titel in Staffel 1 | Ausstrahlung     |
| ----- | ------------------ | ---------------- |
| 1     | Madonna ist weg    | 26. Februar 1994 |
| 2     | Krieg im Kiez      | 5. März 1994     |
| 3     | Zeit der Liebe     | 12. März 1994    |
| 4     | Rache ist süß      | 19. März 1994    |
| 5     | Schrei nach Liebe  | 26. März 1994    |
| 6     | Hirngespinste      | 2. April 1994    |
| 7     | Tödliche Herzen    | 9. April 1994    |
| 8     | Gemischtes Doppel  | 16. April 1994   |
| 9     | Alte Narben        | 23. April 1994   |
| 10    | Der Tiger ist tot  | 30. April 1994   |
| 11    | Auge um Auge       | 7. Mai 1994      |
| 12    | Roter Morgen       | 21. Mai 1994     |

| Folge | Titel in Staffel 2     | Ausstrahlung   |
| ----- | ---------------------- | -------------- |
| 13    | Ehrenvoller Abschied   | 21. März 1996  |
| 14    | Sühneengel             | 28. März 1996  |
| 15    | Schnöder Lohn          | 4. April 1996  |
| 16    | Gottes Richter         | 11. April 1996 |
| 17    | Zum Abschuß frei       | 18. April 1996 |
| 18    | Tod aus Versehen       | 25. April 1996 |
| 19    | Kanonenfutter          | 2. Mai 1996    |
| 20    | Schülersorgen          | 9. Mai 1996    |
| 21    | Endstation             | 23. Mai 1996   |
| 22    | Teufelsbrut            | 30. Mai 1996   |
| 23    | Und morgen bist du tot | 20. Juni 1996  |
| 24    | Wo die Liebe hinfällt  | 27. Juni 1996  |
| 25    | Ruhe sanft             | 4. Juli 1996   |
| 26    | Miriam                 | 11. Juli 1996  |

## Soundtrack
Dieter Bohlen komponierte den Soundtrack zur Serie, der 1994 auf CD und LP bei der Hansa Musik Produktion veröffentlicht wurde.
1. Indian '94 – Indian Groove I (Instrumental) – 3:45
2. Chris Norman – Wild Wild Angel – 3:19
3. Hit the Floor – Energizer – 3:43
4. Marianne Rosenberg – Anywhere I Lay My Head – 3:28
5. Blue System – Stars – 3:30
6. Gudrun Laos – That's What Love Is All About – 3:58
7. Bonnie Tyler – Fire In My Soul – 3:41
8. Indian '94 – Indian Groove II (Instrumental) – 3:49
9. Gudrun Laos – Highway To Freedom – 3:23
10. Blue System –  Ballerina Girl – 3:54
11. Blue System – Reprise (Instrumental) – 4:04

## DVD-Veröffentlichungen
- Die Stadtindianer – Die komplette 1. Staffel auf 4 DVDs, Pidax Film, FSK 12, Laufzeit: ca. 592 Minuten, Erscheinungstermin: 14. Juni 2019.
- Die Stadtindianer – Die komplette 2. Staffel auf 4 DVDs, Pidax Film, FSK 12, Laufzeit: ca. 588 Minuten, Erscheinungstermin: 23. August 2019.